# Hashem bin Al Abdullah
Hashem bin Al Abdullah (Amã, 30 de janeiro de 2005) é o filho mais novo e segundo filho do rei Abdullah II e da rainha Rania, e portanto, membro da dinastia Hachemita, que tem sido a família real reinante jordana desde 1921, e é considerado um descendente direto de 42ª geração do profeta islâmico Maomé. Além de Hussein (nascido em 1994), ele também tem duas irmãs mais velhas: as princesas Iman da Jordânia (nascida em 1996) e Salma da Jordânia (nascida em 2000).

## Títulos e estilos
- 30 de janeiro de 2005 - presente: Sua Alteza Real, príncipe Hashem da Jordânia

Sendo filho de um monarca reinante, Hashem tem, por nascimento, o título "Príncipe da Jordânia" e o tratamento de "Sua Alteza Real".